# Holy Rollers
Holy Rollers – amerykański, niezależny film kryminalny w reżyserii Kevina Ascha z 2010 roku. Obraz był zainspirowany prawdziwymi wydarzeniami z lat 90., kiedy to chasydzi byli rekrutowani do szmuglowania tabletek ecstasy z Europy do Stanów Zjednoczonych. Zdjęcia powstawały w stanie Nowy Jork. Światowa premiera Holy Rollers miała miejsce podczas Sundance Film Festival, 25 stycznia 2010. Polska premiera odbyła się podczas Off Plus Camera dnia 15 kwietnia 2011.

## Obsada
- Jesse Eisenberg – Sam Gold
- Justin Bartha – Yosef Zimmerman
- Ari Graynor – Rachel
- Danny Abeckaser – Jackie
- Q-Tip – Ephraim
- Jason Fuchs – Leon Zimmerman
- Mark Iwanir – Mendel Gold
- Hallie Kate Eisenberg – Ruth Gold